# لاندیگای
لاندیگای (به انگلیسی: Llandygai) یک منطقهٔ مسکونی در بریتانیا است که در گوینز واقع شده‌است. لاندیگای ۲٬۴۸۷ نفر جمعیت دارد.